# Klovningen (Svalbard)
Ne doit pas être confondu avec Kløvningen.
Klovningen est une petite île norvégienne située au nord-ouest du Spitzberg dans l'archipel du Svalbard.  A l'ouest se trouve l'île deux fois plus grande de Fuglesongen. À l'est se trouvent les deux plus petites îles de l'archipel des Norskøyane. 
L'île a une surface de 2,2 km2. 
À l'instar de l'archipel, Klovningen fait partie du  parc national de Norvest-Spitsbergen.